# آکی‌هیرو کامدا
آکی‌هیرو کامدا (ژاپنی: 亀田 明広؛ زادهٔ ۱۶ دسامبر ۱۹۶۶) یک بازیکن فوتبال اهل ژاپن است.
از باشگاه‌هایی که در آن بازی کرده‌است می‌توان به باشگاه فوتبال اوراوا رد دیاموندز اشاره کرد.